# Ricinodendron
Ricinodendron Müll.Arg., 1864 é um género monotípico de plantas com flor integrado na família Euphorbiaceae,  cuja única espécie validamente descrita é Ricinodendron heudelotii, conhecida por njangsa, com distribuição natural na África tropical, desde o Senegal e a Libéria até ao Sudão, Tanzânia, Moçambique e Angola.

## Sistemática
A espécie que produzo o fruto conhecido por mongongo, o Schinziophyton rautanenii, foi anteriormente considerada como fazendo parte deste género, mas foi entretanto transferida para um género monotípico próprio, o género Schinziophyton.
A espécie Ricinodendron inclui as seguintes subspécies e variedades:
1. Ricinodendron heudelotii subsp. africanum (Müll.Arg.) J.Léonard - África tropical, da Nigéria ao Sudão e Tanzânia e sul até Moçambique e Angola
2. Ricinodendron heudelotii subsp. heudelotii - África Ocidental, do Senegal ao Benin
3. Ricinodendron heudelotii var. tomentellum (Hutch. & E.A.Bruce) Radcl.-Sm. - Quénia, Tanzânia

Anteriormente a espécie incluía as seguintes espécies, entretanto transferidas para o género Schinziophyton:
1. R. rautanenii - Schinziophyton rautanenii
2. R. viticoides - Schinziophyton rautanenii

## Sinonímia
Entre outros a espécie Ricinodendron heudelotii tem os seguintes sinónimos taxonómicos:
- Ricinodendron africanus
- Ricinodendron gracilius
- Ricinodendron schliebenii
- Ricinodendron staudtii
- Ricinodendron tomentellum